# Martin Basse
Martin Basse (* 1960) ist ein deutscher Paläontologe. Er gilt zurzeit als einer der führenden Trilobitenforscher in Deutschland.
Basse ist Privatgelehrter und ehrenamtlicher Mitarbeiter beim Naturmuseum Senckenberg für das Spezialgebiet Trilobiten. Er schrieb eine vierbändige Monographie über Trilobiten des Devons der Eifel (einer klassischen deutschen Fundstelle), bearbeitet am Senckenberg Museum deren Trilobiten-Sammlung (die auf bedeutende Trilobiten-Experten am Senckenberg Museum wie den ehemaligen Direktor Rudolf Richter und Emma Richter zurückgeht) und veröffentlichte auch zur Stratigraphie des Mittel-Devons.

## Schriften
- Eifel-Trilobiten, 4 Bände, Quelle und Meyer 2002–2004, Nachdruck Goldschneck Verlag 2004 (zum Teil mit Peter Müller)
- mit Ulrich Lemke: Geologie und Paläontologie von Westfalen, Westfälisches Museum für Archäologie/Amt für Bodendenkmalpflege, Westfälisches Museum für Naturkunde 1996
- Lemke, Basse: Trilobiten aus dem mittleren Givetium (Mittel-Devon) des nördlichen rechtsrheinischen Schiefergebirges, Geologie und Paläontologie in Westfalen, Band 46, S. 1–65, Landschaftsverband Westfalen-Lippe 1996
- Catalogus typorum trilobitorum Germaniae, Fossilium Catalogus Animalia, Pars 147, 2009
- Trilobiten aus dem Devon des Rhenohercynikums I, Palaeontographica A, Band 239, 1996, S. 89–182, Teil II, Band 246, 1997, S. 53–142, Teil III, Band 249, 1998, S. 1–162, Teil IV mit Peter Müller Senckenbergiana lethaea, Band 79, 2000, S. 441–457